# Mezjovkacultuur
De Mezjovkacultuur (Russisch: Межовская культура) was een archeologische cultuur uit de late bronstijd (13e tot het begin van de 7e eeuw voor Christus). Ze was gelokaliseerd in de zuidelijke Oeral en vernoemd naar het dorp Mezjovka aan de oevers van de rivier de Bagarjak in het noorden van de oblast Tsjeljabinsk.
De voorouders van de Mezjovkacultuur waren mensen van de Tsjerkaskoelcultuur met deelname van de mensen van de Tobol-taiga, met tradities en aardewerk uit de steppezone van het Oeralgebied en Kazachstan (Andronovocultuur), met name de Sargarycultuur. 
De Mezjovkacultuur weerspiegelde de verdere ontwikkelingsstadia van de Oegrische gemeenschap in actief contact met de Indo-Iraanse bevolking van de Oeral-steppen. 

## Oorsprong
De Mezjovkacultuur bestond uit een gemengde bevolking van Indo-Europese (Andronovo) en Oegrische (Tsjerkaskoel)-stammen.   

## Fasen
De Mezjovkacultuur ontwikkelde zich in twee fasen:
- de Mezjovka-fase (13e-9e eeuw v.Chr. )
- de Berezovski-fase (8e-7e eeuw v.Chr.)

## Woningen
Woningen werden opgegraven in Mezjovka, de grot van Kapova, Berezovka en andere locaties. De woningen waren niet versterkt en hadden een oppervlakte van 1 tot 35 m². Ze kwamen vaker voor in de bossteppe van de Oeral, zelden in de eigenlijke Oeralbossen. Het aantal woningen per nederzetting varieerde van 1 tot 15. Het waren meestal ondiepe hutten, gebouwd met een frame-pilaarontwerp.

## Economie
De Mezjovkacultuur kende een gevarieerde economie met een combinatie van productievormen (vooral rundvee en metaalbewerking) en verschillende vormen van economie (jagen, vissen, verzamelen).
Begraafplaatsen waren klein van formaat (tot 36 graven) en voornamelijk te vinden in de bossteppegebieden van Basjkortostan. De meeste bestonden uit aarden grafheuvels boven langwerpige gaten in de grond, met de overledenen op hun rug met het hoofd naar het westnoordwesten. Crematie kwam zelden voor. In de graven waren vaak grafgiften aanwezig, meestal vaatwerk, minder vaak gereedschappen en wapens, en de overblijfselen van de begrafenisceremonies.
De Mezjovkacultuur was een voorbeeld van de laatste fase van de bronstijd van de boszone van de Oeral en had een aanzienlijke invloed op de vorming van de overgang van de Oeralculturen van de bronstijd naar de vroege ijzertijd. 